# 里弗赛德 (亚拉巴马州)
里弗赛德（英語：Riverside），是美国阿拉巴马州下属的一座城市。面积约为8.67平方英里（约合22.44平方公里）。根据2010年美国人口普查，该市有人口2,208人，人口密度为254.82/平方英里（约合98.4/平方公里）。